# Filé mignon
|  |

| Animal (kg) | Arroba (@) | Média (kg) |
| 160         | 10         | 1,20       |
| 190         | 12         | 1,43       |
| 220         | 14         | 1,65       |
| 250         | 16         | 1,88       |

O filé mignon (português brasileiro) ou bife do lombo (português europeu) é um tipo de corte de carne bovina. É a parte mais tenra da ponta do filé. É localizada na parte traseira do animal e representa, aproximadamente, 2,95% da carcaça. É o corte mais macio da carne bovina e quase não contém gordura.

## Etimologia
"Filé" é oriundo do termo francês filet, que significa "rede" (uma provável alusão ao formato achatado da carne). "Mignon" é oriundo do termo francês mignon, que significa "bonito" ou "adorável".

## Informação nutricional
| Valor calórico     | 114,34 kcal | 5%  |
| Carboidratos       | 1,66 g      | 0%  |
| Proteínas          | 20,04 g     | 40% |
| Gorduras totais    | 3,06 g      | 0%  |
| Gorduras saturadas | 1,15 g      | 5%  |
| Colesterol         | 59,19 mg    | 20% |
| Fibras             | 0 g         | 0%  |
| Cálcio             | 9,05 mg     | 1%  |
| Ferro              | 1,68 mg     | 12% |
| Sódio              | 64,68 mg    | 3%  |

Obs.: valores com base em uma dieta humana diária de 2 500 calorias e porção de 100 gramas de carne retirada de animais do Brasil.